# Temple of Set
De Temple of Set is een occult genootschap dat zichzelf als "grootste wereldwijde organisatie die zich met magie bezighoudt" heeft verklaard.

## Geschiedenis
De Temple of Set is opgericht in 1975 door Lt. Kolonel van het US Army Michael Aquino en oud-leden van de Church of Satan, die weg zijn gegaan omdat ze zich niet meer konden vinden in het bestuur en het gedachtegoed van de kerk. Nog hetzelfde jaar werd de Temple of Set geregistreerd als een non-profitorganisatie.
Nu is Michael Aquino nog wel een actief lid van de Temple of Set maar hij zit niet meer in de leiding van de kerk. De kerk wordt op het moment geleid door High Priest Magistra Patricia Hardy, die Michael Aquino opvolgde in 2004.

## Organisatie
De Temple of Set is een genootschap waarin je verschillende titels, rangen en expertise kan krijgen. De Temple of Set houdt een jaarlijks meeting waar de leden van de kerk samenkomen, om te praten over ideeën. Er worden dan ook workshops gehouden. Deze meetings duren ongeveer een week en worden op meerdere plaatsen tegelijk in Amerika gehouden. Er zijn ook regionale meetings. Deze worden vaker gehouden en meestal georganiseerd door een bepaalde tak.
Omdat ze als organisatie te boek staan sponsoren ze regelmatig lokale delen van de Temple; deze lokale takken worden Pylons genoemd. In een bepaalde Pylon vind je veel mensen met dezelfde rang of dezelfde expertise, waardoor er in een Pylon dieper ingegaan wordt op bepaalde onderwerpen.
Leden van de kerk kunnen zelf informatie opvragen van internationale leden van de kerk. De informatie over alle leden van de kerk is toegankelijk voor alle leden. Deze informatie is opgeslagen in een document genaamd: "Jewelled Tablets of Set". Hierin staan alle expertises en rangen wereldwijd. De kern van de filosofie van de Temple of Set staat beschreven in "The Crystal Tablet of Set".
De Temple of Set heeft zelf nog nooit een uitspraak gedaan over zijn ledental. De Temple of Set heeft een heel strenge beoordelingstest voordat je lid kan worden. Minder dan de helft van alle aanmeldingen mag ook daadwerkelijk lid worden van de kerk. Verder gaan er veel leden weg bij de kerk om naar andere groeperingen te gaan om verschillende redenen. Alleen een klein gedeelte van de leden blijft langer dan 10 jaar aangesloten. De leden van de kerk moeten wel maandelijks betalen aan de kerk om lid te mogen blijven. De Temple of Set zegt zelf dat ze wereldwijd op ieder continent leden heeft, behalve op Antarctica. 
Alle mensen binnen de Temple of Set zijn vrijwilligers. Niemand krijgt salaris. Je kan wel een onkostenvergoeding krijgen, maar dat ligt geheel aan je rang, functie en expertise. Mensen die een officiële functie bekleden binnen de kerk worden door de gemeenschap gekozen.

## Hiërarchie
De hiërarchie van de Temple of Set mag je als volgt uitleggen:
de Temple staat voor een verhoogde zelfkennis door oefeningen en trainingen en geloof. Dit proces is voor iedereen nodig en voor iedereen ook anders. 
De leden van de Temple of Set hebben verschillende rangen. Hieronder staan ze van laag naar hoog.
- Septian
- Adept
- Priest / Priestess
- Magister / Magistra
- Magus / Maga
- Ipsissimus / Ipessima

De raad van de Temple of Set is alleen toegankelijk voor mensen vanaf de derde rang (Priest of Priestess). Je bent pas echt lid van de kerk bij de tweede rang (Adept) en wordt goedgekeurd door een Priest of Priestess. Daarna beslist de raad van de Temple of Set of je inderdaad lid mag worden.